# Hara-kiri: Muerte de un samurai
Hara-kiri: Muerte de un samurai (en japonés: 一命, Ichimei?) es una película dramática japonesa en 3D dirigida por Takashi Miike en 2011. Fue producida por Jeremy Thomas y Toshiaki Nakazawa, quienes previamente ya habían trabajaron con Miike en su película 13 Asesinos de 2010. La película es una nueva versión, en 3D, de la película Harakiri dirigida por Masaki Kobayashi en 1962. Ambas películas están basadas en la novela "Ibun rônin-ki" de Yasuhiko Takiguchiuna.

## Argumento
Con el ascenso del Shogunato, varios dominios importantes bajo su control son cerrados permanentemente, lo que conlleva a que muchos samuráis se queden sin trabajo. Esto origina, que comiencen a sucederse una serie de estafas donde dichos ronin, vayan a casas de dominios que aun están en funcionamiento y, soliciten el uso del patio de la casa para realizar seppuku, con la esperanza de que el señor de la casa se apiade de ellos y les ofrezca algo de dinero o un posible trabajo.

Es entonces cuando, Hanshiro, un samurái sin recursos que desea morir con dignidad, solicita realizar el ritual de suicidio Harakiri en la residencia del Clan Ii, cuyo líder es Kageyu. Intentando que cambie de idea, Kageyu le cuenta la trágica historia de Motome, un joven ronin, que hace tres meses llegó con una solicitud similar. Hartos de estafadores, decidieron ayudarle a practicar el sepukku, obligando al joven a suicidarse con una espada de bambú, ya que había tenido que vender las de verdad, que son la posesión más valiosa para un samurái, para mantener a su familia. A pesar de la dureza de la historia, Hanshiro, insiste en el suicidio ritual y pide al señor el apoyo de tres asistentes. Pero, cuando llega el momento, ninguno de ellos aparece. Curiosamente fueron los mismos que participaron en el Harakiri del joven ronin, con lo que el señor de la casa sospechara que, las intenciones del misterioso samurái, deben de estar relacionadas con el ronin fallecido.

## Reparto
| Actor                 | Papel                 |
| --------------------- | --------------------- |
| Ichikawa Danjūrō XIII | Hanshiro Tsugumo      |
| Eita Nagayama         | Motome Chijiiwa       |
| Hikari Mitsushima     | Miho Tsugumo          |
| Naoto Takenaka        | Tajiri                |
| Munetaka Aoki         | Hikokurō Omodaka      |
| Hirofumi Arai         | Hayatonoshō Matsuzaki |
| Kazuki Namioka        | Umenosuke Kawabe      |
| Yoshihisa Amano       | Sasaki                |
| Gorô Daimon           | Monje (Oshō)          |
| Takehiro Hira         | Ii Naotaka            |
| Takashi Sasano        | Sōsuke                |
| Nakamura Baijaku II   | Jinnai Chijiiwa       |
| Kōji Yakusho          | Kageyu Saitō          |
| Ayumu Saitō           | Fujita                |

## Otros créditos
- Obra original: Yasuhiko Takiguchi "Ibun rônin-ki" (novela)
- Productor ejecutivo: Toshiaki Nakazawa y Jeremy Thomas
- Productor: Hiroshi Hattori, Suketsugu Noda, Yoshio Irie, Toshiaki Okuno, Akemiko Noguchi, Eiichi Noguchi, Tatsuro Hatanaka, Tomoko Machida y Hiroaki Kitano
- Coproductor: Misako Saka y Shigeji Maeda
- Iluminación: Yoshi Watabe
- Grabación: Jun Nakamura
- Diseñador de producción (arte): Yūji Hayashida
- Decoración: Akira Sakamoto, Kazuto Kago
- Diseño de vestuario: Kazuko Kurosawa
- Maquillaje: Kōji Ōmura
- Lucha con espadas: Keiji Tsujii
- Efectos de sonido: Kenji Shibasaki
- Asistente de dirección: Ryōsuke Kanesaki
- Productor de línea: Toshiki Komatsu
- Productor de casting: Yuriko Kitada
- A cargo de la producción: Shinya Yoshida
- Cooperación de producción: OLM, Rakueisha

## Lanzamiento
"Hara-kiri: Muerte de un samurai" se estrenó el 19 de mayo de 2011 en el Festival Internacional de Cine de Cannes de Francia, siendo la primera película en 3D en hacerlo.También se proyectó internacionalmente: en Estados Unidos, el 29 de septiembre de 2011 en el Palo Alto International Film Festival,en Corea del Sur, el 7 de octubre de 2011 en el Festival Internacional de Cine de Busan, en Polonia, el 12 de octubre de 2011 en el Festival Internacional de Cine de Varsovia (Warsaw Film Festival), entre otros. En los cines de Japón se estrenó el 15 de octubre de 2011 en 460 pantallas de todo el país, y en los dos primeros días de proyección, la película recaudó 87.024.700 yenes y atrajo a 72.858 espectadores, ocupando el cuarto lugar en el ranking de asistencia al cine.En España se estrenó en el Festival de cine de sitges de 2011 en la selección oficial a competición,y en el resto del país, el 17 de agosto de 2012, distribuida por Avalon.

El 13 de abril de 2012 se publicaron en DVD y Blu-ray, tres ediciones diferentes en Japón. Editadas por Sedic International y Kōdansha, y distribuidas por Amuse Soft Entertainment.
- Ichimei DVD Standard Edition (一命 DVDスタンダード・エディション?) (1 disco) [7]
- Ichimei DVD Special Edition (一命 DVDスペシャル・エディション?) (2 discos) [8]
  - Disco 1: DVD principal (igual que la edición estándar)
  - Disco 2: DVD extra
- Ichimei Blu-ray Premium Edition (一命 ブルーレイ プレミアム・エディション?) (2 discos) [9]
  - Disco 1: Blu-ray 3D principal (contiene la versión 3D de la película principal, y también admite reproducción 2D)
  - Disco 2: DVD extra (igual que la edición especial en DVD)

En 2012 fue lanzada España, en DVD por Cameo Mediay en Blu-ray por Avalon.También se editó en DVD y Blu-ray en otros países, por diferentes distribuidoras, y prácticamente sin contenidos especiales. Solo en las ediciones Japonesas incluían múltiples contenidos extras, entre los que se encuentran: 

#### Contenido extra
- Making of Ichimei (29:30 min.)
- Anuncio de finalización (10:35 min.)
- Saludo escénico del estreno (12:50 min.)
- Gran éxito, saludo escénico de agradecimiento (9 min.)
- Charla del director Takashi Miike y Hikari Mitsushima (18:30 min.)
- Alfombra roja y conferencia de prensa del "64º Festival de Cine de Cannes" (5:30 min)
- Entrevista a Takashi Miike y Ryuichi Sakamoto (14:10 min)
- Trailers y anuncios de televisión.

## Recepción
Jesús Jiménez en una reseña para RTVE, escribió: «Consciente de que no podía superar la versión original, Miike la actualiza, mostrando un respeto casi excesivo, pero incrementa el melodrama añade dureza a la trama y presta más atención a los flashbacks que ya eran el centro del clásico de Kobayashi. Además, cuida la puesta en escena de forma magistral y añade una fuerza visual que lo sitúa por encima de la mayoría de los directores actuales».
Crítica de Daniel Bermeo para El antepenúltimo mohicano: «Resulta un trabajo ambicioso y digno sin ninguna duda, considerando que un remake difícilmente consigue igualar la labor de su antecesora. Impecable en muchos agudos momentos -articulados bajo una factura técnica impecable, desde una fotografía dotada de mucho realismo a una banda sonora notable-, especialmente en aquellos donde la vida se pone en juego, a otros le falta intensidad y cierta potencia pero no deja de ser admirable la mano de Miike consiguiendo matizar sus ideas a través de un metraje sobrio, elegante y clásico. Y mientras la tierra se mancha de sangre, la sangre de un guerrero, la llamada de atención se hace latente y ferviente. Las ideas seguirán retumbando aun después del visionado».
Rhythm Zaveri en una reseña para Asian Movie Pulse, comentó: «La película es un concepto extraño para empezar: una reinterpretación en 3D de un clásico que todavía se tiene en alta estima. Para los no iniciados, la película de Miike tiene mucho para disfrutar, principalmente la historia que retoma de la película original y de la novela en la que se basa, además de darle un toque moderno encantador y una cinematografía espectacular combinada con una banda sonora fantástica. Sin embargo, para aquellos que conocen y adoran la original, puede parecer un ejercicio inútil».

## Reconocimientos
- 64.º Festival Internacional de Cine de Cannes de 2011 [16]
  - Nominada a la Palma de Oro: Mejor película
- 44.º Festival Internacional de Cine de Cataluña - Sitges 2011
  - Nominada a la mejor película
- 35.º Premios de la Academia Japonesa de 2011 [17]
  - Nominada a la mejor actriz de reparto: Hikari Mitsushima
  - Nominada a la mejor música original: Ryuichi Sakamoto
- 1.º Palo Alto International Film Festival de 2011
  - Premio "PAIFF and Dolby Excellence in 3D": Takashi Miike (Hara-kiri: Muerte de un samurai)[18]